# Normanville, Seine-Maritime
Normanville är en kommun i departementet Seine-Maritime i regionen Normandie i norra Frankrike. Kommunen ligger i kantonen Fauville-en-Caux som tillhör arrondissementet Le Havre. År 2022 hade Normanville 653 invånare.

## Befolkningsutveckling
Antalet invånare i kommunen Normanville
| Referens: INSEE |